# Fernpunkt (Optik)

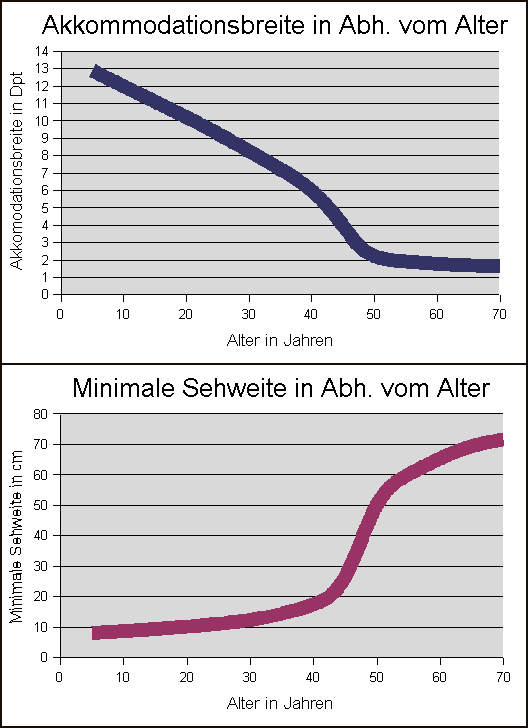
Akkommodationsbreite und minimale Sehweite
bzw. Nahpunkt in Abhängigkeit vom Alter.

In der Augenoptik bezeichnet man als Fernpunkt, auch Punctum remotum (von lateinisch punktum ‚Punkt‘ und remotus ‚entfernt‘), den Endpunkt der Gesichtslinie, auf den das Auge ohne Akkommodation eingestellt ist. Er liegt beim emmetropen (normalsichtigen) Auge im Unendlichen (in der Praxis mit 6 m gleichgesetzt), beim myopen (kurzsichtigen) Auge davor und beim hyperopen dahinter. Daraus ergibt sich, dass der Fernpunkt bei Normal- und Kurzsichtigen ein reeller und bei Weitsichtigen ein virtueller Punkt ist.
Das Gegenteil, also der Nahpunkt, minimale Sehweite oder Punctum proximum (von lateinisch proximus ‚nächste‘), wird bei maximaler Akkommodation erreicht. Er liegt im Kindesalter etwa bei 7 cm und rückt mit zunehmendem Alter in die Ferne (siehe Abb.). Damit ist der Nahpunkt eine individuelle Größe, die stark differieren kann.
Als ein standardisierter Normalwert wurde der Begriff der deutlichen Sehweite (auch Bezugs- oder Normsehweite genannt) eingeführt, welche bei 250 mm liegt. Dieser Richtwert wird zum Beispiel zur Berechnung von Lupenvergrößerung herangezogen.